# Abiola Irele
Francis Abiola Irele, plus connu comme Abiola Irele (1936-2017), est un universitaire et critique littéraire nigérian. Défenseur et diffuseur de la négritude, il est considéré comme le doyen des savants littéraires africanistes.
Il a été professeur de littérature africaine, française et comparée à l'université d'État de l'Ohio, professeur invité d’études africaines et afro-américaines et de langues et littératures romanes à l'université Harvard et vice-principal exécutif à l'université de l'État de Kwara (en) (à Ilorin, au Nigéria).

## Biographie

### Jeunesse
Francis Abiola Irele naît à Igbo-Ora (en), au Nigeria, le 22 mai 1936, mais sa famille déménage très tôt à Enugu. Lui et sa famille appartiennent à l'ethnie Edo, mais il est né dans une région où la langue la plus parlée est l'ora et la première langue que Francis Abiola Irele apprend est l'igbo, langue parlée par les domestiques qui travaillent pour son père et s'occupent de lui en grandissant,. En 1940, sa famille déménage à Lagos, où il commence à parler le yoruba. En 1943, ses parents se séparent et le jeune Francis retourne avec sa mère à Igbo-Ora, où il apprend et maîtrise la langue locale. L'année suivante, il repart néanmoins vivre avec son père à Lagos, et le yoruba devient sa langue principale, Irele s'identifiant même à son ethnie.
La première rencontre d'Abiola Irele avec la littérature se fait à travers des contes folkloriques et des poètes oraux qui racontent des « raras » dans les rues. Au cours de ses années d'études, il commence à lire davantage de littérature anglaise.
Abiola Irele obtient son diplôme de l'université d'Ibadan en 1960. Immédiatement après, il se rend à Paris pour apprendre le français et obtient un doctorat en français à la Sorbonne, en 1966.

### Carrière
À son retour au Nigeria, Francis Abiola Irele travaille à la Faculté des langues de l'université de Lagos, puis de l'université du Ghana. Il devient rédacteur en chef du magazine Black Orpheus de 1968 à 1975. Il occupe également des postes d’enseignant à l'université d'Ife (aujourd'hui l'université Obafemi-Awolowo) et, en 1975, à l’université d’Ibadan, où il obtient la chaire du département des Langues.
En 1989, il s'installe à Columbus, en Ohio, aux États-Unis, et devient professeur de littérature africaine, française et comparée à l'université d'État de l'Ohio.
Abiola Irele devient ensuite professeur invité d’études africaines et afro-américaines et de langues et littératures romanes à l’université Harvard,.
Il est aussi vice-président de la université de l'État de Kwara (en) (fondée en 2009 à Ilorin, au Nigéria).

### La négritude
Irele contribue à expliquer la compréhension de la « négritude » initialement théorisée par Aimé Césaire dans le magazine L'Étudiant noir puis dans son livre révolutionnaire Cahier d'un retour au pays natal (1939), dans plusieurs articles, dont « A Defence of Negritude » dans Transition (1964), « Negritude or Black Cultural Nationalism » dans The Journal of Modern African Studies (1965) et « What is Negritude? » (1977), où il définit la négritude comme « le mouvement littéraire et idéologique des intellectuels noirs francophones, qui a pris la forme d'un aspect distinctif et significatif de la réaction globale du Noir à la situation coloniale... »
Dans son recueil d'essais Négritude et condition africaine (2008), Irele explore la question de la pensée africaine. Il commence par rejeter la notion de différence idéologique entre les Afriques anglophone et francophone. Il vise à enraciner le progrès africain dans le présent et non dans un passé romancé.

### Mort
Francis Abiola Irele meurt à l'âge de 81 ans le 3 juillet 2017 dans un hôpital américain de Cambridge (Massachusetts). Parmi ses hommages, un poème de Wole Soyinka.

## Œuvre

### Principaux ouvrages
Auteur de nombreux articles et ouvrages, il est principalement connu pour les suivants :
- The African experience in literature and ideology (1981)[b 2]
- The African imagination : literature in Africa & the Black diaspora (2001)[b 3]
- The Cambridge history of African and Caribbean literature (2002)[b 4]
- Négritude et condition africaine (2008)[b 1]
- The Cambridge companion to the African novel (2009)[b 5]

### Autres ouvrages
- The Oxford encyclopedia of African thought (2010)[b 6]
- The negritude moment : explorations in francophone African and Caribbean literature and thought (2011)[b 7]
- Literature and ideology in Martinique: René Maran, Aimé Césaire, Frantz Fanon (1972)[b 8]

### Comme éditeur
- Léopold Sédar Senghor, Selected poems of Léopold Sédar Senghor (1977, nombreuses rééditions)[b 9]
- VV. AA., A companion to African philosophy (2004, éditeurs : Kwasi Wiredu, W. E. Abraham, Abiola Irele, Ifeanyi Menkiti)[b 10]
- Chinua Achebe, Things fall apart : authoritative text, contexts and criticism (2009)[b 11]
- VV. AA., Lectures africaines: a prose anthology of African writing in French (1969)[b 12]